# Jana Gutiérrez
Jana Alexandra Gutiérrez Campos (Ciudad de México, México; 25 de octubre de 2003) es una futbolista mexicana; juega de lateral o mediocampista por izquierda y su actual equipo es el América Femenil de la  Primera División Femenil de México, club donde debutó como profesional en el 2018.
Es hija del exfutbolista Miguel "Jalisco" Gutiérrez, que jugó en Primera División de México y Liga de Ascenso de México; Jana comenzó a practicar fútbol inspirada por su hermana, Jaidy Gutiérrez.

## Trayectoria

### Club América
Debutó el lunes 12 de febrero del 2018, en el triunfo de las Águilas 6-1 ante Morelia en el Estadio Azteca, en partido correspondiente a la Jornada 6 del Clausura 2018. 
En el Apertura 2018 sumó 281 minutos y disputó la serie Final ante Tigres; el marcador global finalizó 3-3 (Estadio Azteca 2-2 y Estadio Universitario 1-1) y en tanda de penales, América ganó 3-1, obteniendo así el primer título de la categoría en su historia. 
En el Clausura 2019 jugó 9 partidos (8 de titular y uno más entrando de relevo) y comenzó a mostrar un nivel más alto de adaptación.
En el siguiente semestre se hizo de la titularidad en el esquema organizado por Leonardo Cuéllar. El 22 de septiembre del 2019, anotó su primer gol con las Águilas al minuto 44' en el partido correspondiente a la Jornada 12 frente al Querétaro en el Estadio Corregidora; el partido concluyó 0-5. 
El 16 de noviembre del 2019, sufrió una lesión en la pierna derecha en el partido de semifinal de vuelta contra el Guadalajara al minuto 72. 
Salió de la institución después de haber disputado 7 torneos. Con las Águilas sumó 79 partidos (59 de ellos como titular), realizó 6 goles (2 a Querétaro y 1 a Juárez, Morelia, Santos y Chivas) y conquistó un título de Liga, en el Apertura 2018.

### Tigres de la UANL
El 22 de junio del 2021, Tigres de la UANL Femenil hizo oficial su fichaje a pocos días de darse a conocer su salida del América.
En junio del 2024 se confirmó su salida de Tigres. En seis torneos con las Amazonas, marcó un total de 3 goles y conquistó el título de Liga en el Apertura 2022 y el trofeo Campeón de Campeones Liga MX Femenil.  

### Club América (Segunda etapa)
En julio de 2024 se anunció su regreso al Club América Femenil. 

## Selección nacional de México
En el 2022 integró la selección mexicana sub-20 que conquistó la medalla de Plata del Campeonato Femenino Sub-20 de la Concacaf de 2022, torneo celebrado en República Dominicana.

## Palmarés

### Campeonatos nacionales
| Categoría                          | Título               | Club         | País   |
| ---------------------------------- | -------------------- | ------------ | ------ |
| Primera División Femenil de México | Apertura 2018        | Club América | México |
| Primera División Femenil de México | Apertura 2022        | Tigres UANL  | México |
| Primera División Femenil de México | Campeón de Campeonas | Tigres UANL  | México |

### Otro
| Puesto | Campeonato                                        | Club          | Sede                 |
| ------ | ------------------------------------------------- | ------------- | -------------------- |
|        | Campeonato Femenino Sub-20 de la Concacaf de 2022 | México Sub-20 | República Dominicana |